# Svizzera all'Eurovision Choir
La Svizzera ha debuttato all'Eurovision Choir of the Year nel 2019, insieme ad altre 8 nazioni aspiranti.
L'emittente televisiva svizzera in lingua francese RTS è stata indicata come responsabile per le partecipazioni alla competizione corale.

## Partecipazioni
- Primo posto
- Secondo posto
- Terzo posto

| Anno | Coro          | Lingua                                        | Brano/i                                                                                                  | Posizione |
| ---- | ------------- | --------------------------------------------- | --- | --------- |
| 2019 | Cake O’Phonie | Francese, Italiano, Tedesco, Romancio, Patois | Chante en mon coeur La sera sper il lag Poi Le ranz des vaches La ticinella Beresinaliadet Chanson d'ici | NF        |

## Direttori
Le persone che hanno condotto i cori durante la manifestazione:
- 2019: Antoine Krattinger